# حوضه نانسن

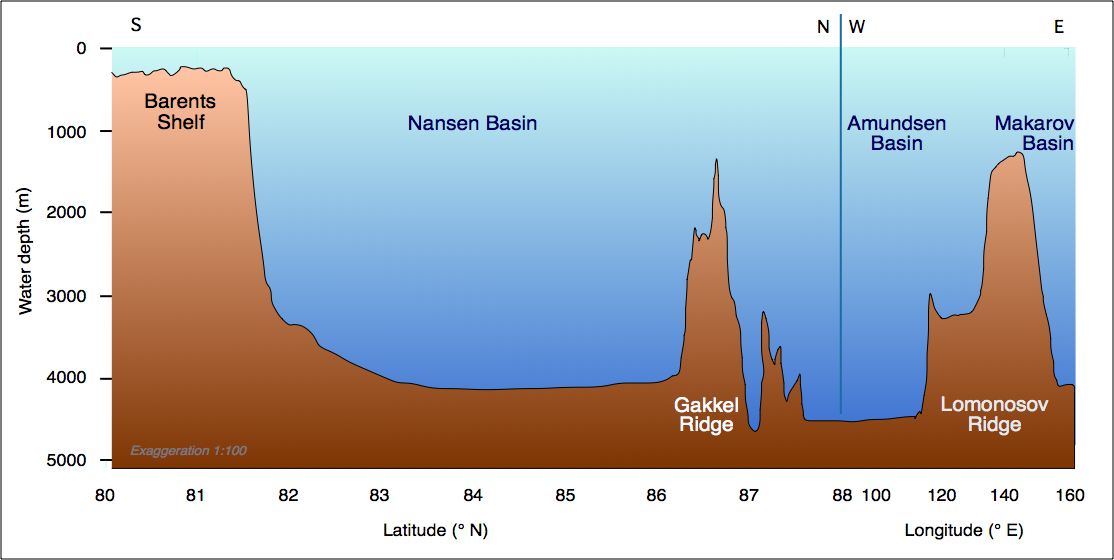
نیمرخ اقیانوس شمالگان از دریای بارنتز تا قطب شمال (جغرافیایی).

حوضه نانسن (انگلیسی: Nansen Basin) که با نام‌های حوضه مرکزی و حوضه فرام نیز خوانده می‌شود یک ناحیه مغاکی با ژرفای حدود ۳ کیلومتر در اقیانوس شمالگان است که همراه با حوضه ژرف‌تر آموندسن، بخشی از حوضه اوراسیا به‌شمار می‌روند. این حوضه به افتخار فریتیوف نانسن نام‌گذاری شده‌است. حوضه نانسن با پشته گاکل در یک سمت و فلات‌قاره دریای بارنتز در سمت دیگر محدود می‌شود.
ژرف‌ترین نقطه اقیانوس شمالگان با ژرفای ۴٬۶۶۵ در حوضه نانسن قرار دارد. دشت مغاکی بارنتز نیز در مرکز حوضه نانسن جای دارد.